# Otto Brenneisen
Otto Paul Brenneisen (* 24. November 1890 in Hannover; † 14. Oktober 1957 ebenda) war ein deutscher Glasmaler.

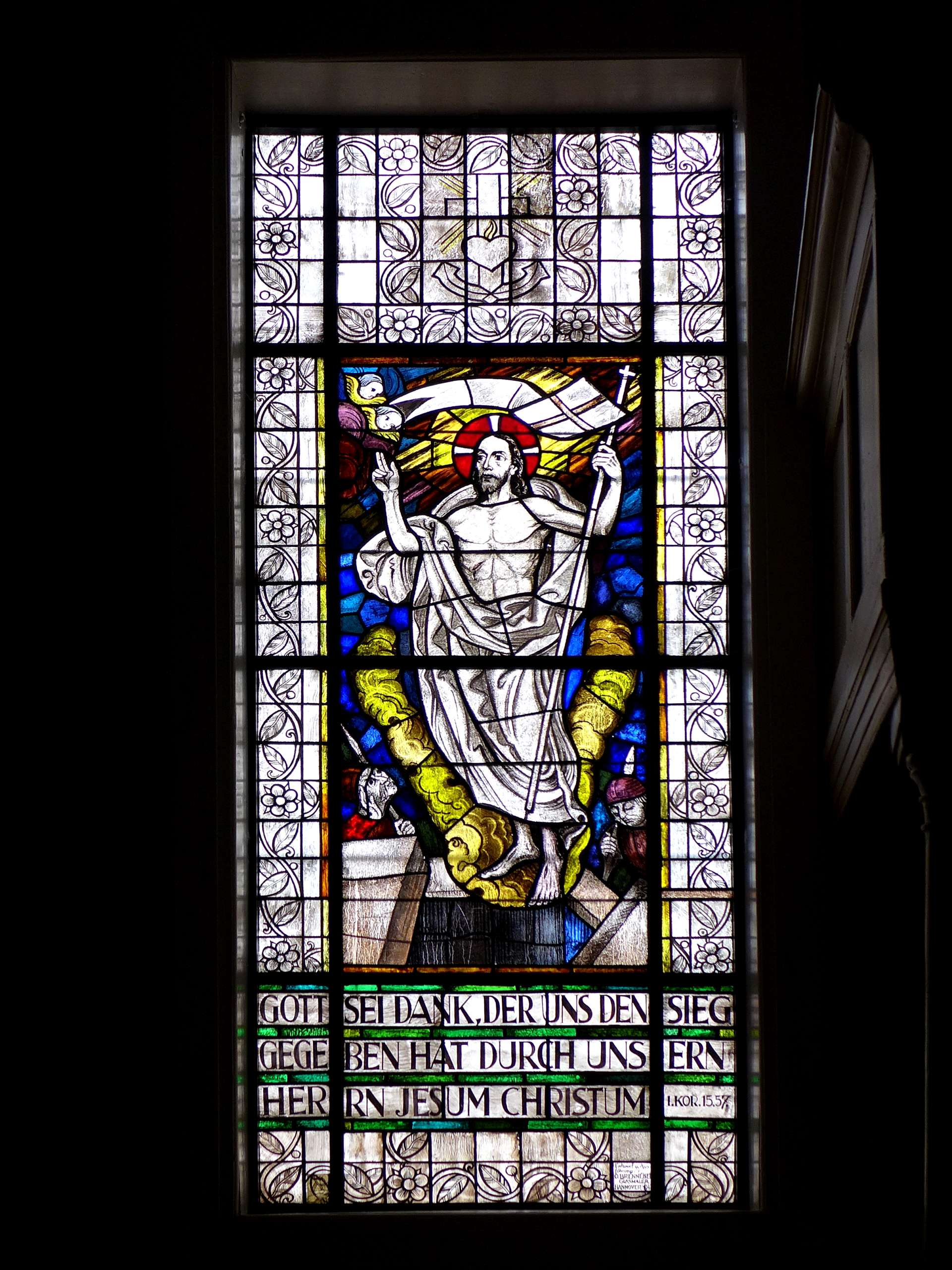
Suderburg – St.-Remigius-Kirche

## Leben
Nach langjähriger, durch den Ersten Weltkrieg unterbrochener Ausbildung an der Kunstgewerbeschule Hannover am Köbelinger Markt, studierte Otto Brenneisen Glasmalerei bei Fritz Geiges in Freiburg und Otto Linnemann in Frankfurt. 1925 kehrte er nach Hannover zurück und gründete Atelier und Werkstatt in der Spinnereistraße in Hannover/Linden. Otto Brenneisen erhielt zahlreiche behördliche, kirchliche und private Aufträge.

## Werke (Auswahl)
- St.-Laurentius-Kirche in Stederdorf
- St.-Remigius-Kirche in Suderburg
- Nikolaikirche in Hannover/Limmer
- Gethsemanekirche Hannover/List
- St.-Martins-Kirche in Nettelkamp